# Jacques Chancel
Ne doit pas être confondu avec Jacques Donzel.
Pour les articles homonymes, voir Chancel (homonymie).
Jacques Chancel, né Joseph Crampes le 2 juillet 1928 à Ayzac-Ost (Hautes-Pyrénées) et mort le 22 décembre 2014 à Paris 16e, est un journaliste et écrivain français.
Il est notamment, à la radio et durant vingt-deux ans, l'animateur de l'émission quotidienne Radioscopie sur France Inter, mais aussi, à la télévision et durant dix-sept ans, l'animateur de l'émission télévisée Le Grand Échiquier sur Antenne 2, grand rendez-vous mensuel mêlant variété populaire et culture exigeante.

## Biographie

### Enfance et formation
Jacques Chancel, né Joseph André Crampes, est le fils d'Auguste Crampes, artisan entrepreneur escaliériste d'Ost, et de Marie-Thérèse Bourdette. La famille maternelle de Joseph Crampes vient d'Aubisque et sa famille paternelle de Salles, les deux familles étant originaires du Lavedan, en Bigorre. Joseph fait ses études au collège de Saint-Pé-de-Bigorre, à l'institution Jeanne-d'Arc de Tarbes et au lycée Victor-Duruy à Bagnères-de-Bigorre.
Enfant, il rêve de rejoindre l'Indochine, où un oncle aventurier dresse des éléphants et dirige une plantation de caoutchouc.
Il revendique être né en 1931, une modification de son instituteur l'ayant vieilli de trois ans sur ses papiers d'identité pour lui permettre d'entrer à l'École des transmissions de Montargis et de partir en Indochine. Affecté comme correspondant à la radio de Saïgon, Joseph Crampes change son nom en Jacques Chancel, à la demande des services de sécurité.

### Carrière
Jacques Chancel devient correspondant de guerre à dix-sept ans, pour Radio France Asie. Son oncle qui fut inspecteur général des Forêts en Indochine française pendant quarante ans, le recommanda à William Bazé, président de l'Association des orphelins eurasiens, qui possède des singes domestiques et des éléphants et fréquente l'empereur Bảo Đại.
À Saïgon, à l'Hôtel Continental, il rencontre Lucien Bodard, Max Clos, Jean Lartéguy, fréquente les fumeries d'opium et les casinos de Cholon, des sectes mafieuses — les Bình Xuyên, dont le gourou Lê Văn Viễn (en) — et Pierre Schoendoerffer. Il parcourt ensuite, de 1950 à 1958, tout le Sud-Est asiatique pour Paris Match et termine ses études de droit entre Saïgon et Pékin.
En 1952, il se trouve avec des officiers dans une Jeep, qui saute sur une mine. Il tombe dans le coma et perd la vue pendant sept mois. Il écrit dans La Nuit attendra, « J'ai toujours été handicapé par cette mémoire, j'avais comme une honte et je ne pouvais pas en parler, c'est pour cela que j'ai attendu si longtemps pour le faire ».
Il fait par la suite une carrière dans la presse écrite, en 1956 comme rédacteur à Télé Magazine, puis en 1958 à Paris-Journal, devenu Paris Jour, dont il est le directeur des services parisiens de 1959 à 1972.
En 1967, il dirige aux Éditions Julliard la collection « Idée fixe », sous la direction de Marcel Jullian et publie cent vingt livres dont Les Moins de seize ans de Gabriel Matzneff en 1974. L'écrivain a rédigé un article dans Le Figaro littéraire, « Jacques Chancel ou le torero socratique » avant qu'il décide de l'inviter trois fois dans Radioscopie, en 1969, en 1973 puis en 1981. Le livre sera réédité aux Éditions Léo Scheer.
En 1968, il crée sur la radio France Inter l'émission Radioscopie qu'il présente vingt années durant jusqu'en 1982, puis de 1988 à 1990, soit 2 878 émissions. Dans la foulée des événements de mai, il ouvre largement les portes de son émission à des auteurs venant d'horizons variés comme Jean-Paul Sartre, Raymond Aron ou même Lucien Rebatet et Georges de Nantes,.
En 1982, Radioscopie est interrompue dans le cadre des modifications des programmes faisant suite au changement politique survenu l'année précédente. Elle reprendra en 1988.
Viendront ensuite d’autres programmes, dont Figures de proue chaque dernier dimanche du mois.
Après avoir créé Grand Amphi de 1971 à 1972, il anime son émission la plus célèbre, Le Grand Échiquier, de 1972 à 1989.
Après l'éclatement de l'ORTF, il devient le conseiller spécial de Marcel Jullian,.
En 1971, il est invité dans l'émission Italiques pour présenter la publication de onze de ses six cent soixante entretiens de Radioscopie chez Robert Laffont. Il demande à Jean-Michel Folon, qui a créé le générique animé de l'émission littéraire et celui du Grand Échiquier pour une émission spéciale, de lui faire un générique d'ouverture et fermeture d'antenne pour la chaîne Antenne 2 dont Chancel participe à la création ; le générique est diffusé entre 1975 et 1983, sur une mélancolique cantilène pour hautbois et orchestre composé par Michel Colombier.

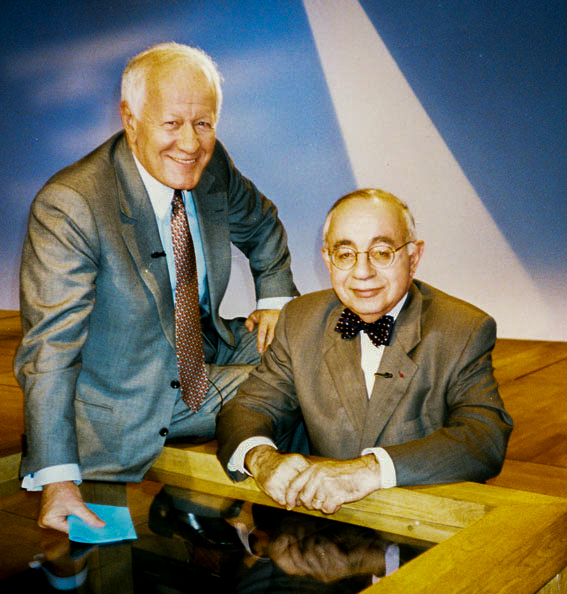
Jacques Chancel (à g.) et son invité Jacques Rigaud sur le plateau de l'émission Lignes de mires (France 3), le 12 avril 1996.

Passionné par le vélo et plus particulièrement par le Tour de France qu'il suit 35 fois, Jacques Chancel anime, de 1985 à 1989, chaque mois de juillet l'émission À chacun son tour sur Antenne 2, en direct à la fin de chaque étape.
À partir de 1989, il arrête la présentation de ses émissions et devient directeur des programmes, puis directeur de l'antenne de la chaîne France 3 jusqu'en 1998. Cependant, de 1994 à 1998, il présente sur la même chaine le magazine sur les médias Lignes de mire.
En 2003, il est approché par Bertrand Meheut et devient administrateur du groupe Canal+ et conseiller pour I-Télé. Il est aussi membre du Haut Conseil de la francophonie.
En 2005, il s'élève, sur la chaîne KTO, contre les religions, qui selon lui, produisent les guerres.
Le 13 mai 2006, il apparait dans l'émission Tout le monde en parle sur France 2 et déclare garder un souvenir impérissable de l'opium[réf. nécessaire].
En 2011, il s'en prend sévèrement aux producteurs de télévision qui n'ont d'autre originalité que de piller l'héritage de l'INA à leur avantage : « [ils] les mettent [les archives] bout à bout ! Et ils ont le culot de signer ! Ils ne font pas de la télévision, ils font du fric ! ».

### Vie privée
Jacques Chancel se marie le 29 avril 1953 à Jacqueline Moreau (morte en 2015) ; il en divorce puis se remarie avec Martine Labrosse-Vignau, née le 20 octobre 1950. Il adopte ses deux enfants, Gautier (né en 1973) et Marie-Alix (née en 1975),.
Dans les années 1960, il achète le château de Miramont à Adast dans les Hautes-Pyrénées.

### Mort
Jacques Chancel meurt le 22 décembre 2014, à Paris, des suites d'un cancer,. Il est inhumé le 8 janvier 2015 dans la crypte de la chapelle du château de Miramont.

## Citations
Pour ce passionné de culture classique qui a aimé la faire partager au plus grand nombre : « Il ne faut pas donner au public ce qu'il a envie de voir, mais ce qu'il pourrait aimer. »

## Distinctions

### Récompenses
- 1985 : Prix Georges-Dupau pour Le Guetteur de rives
- 2005 : Prix Henri Desgrange de l'Académie des sports .

### Décorations
- Commandeur de la Légion d'honneur (décret du 11 juillet 2008[27])
- Officier de l'ordre national du Mérite (1994 [28])
- Commandeur de l'ordre des Arts et des Lettres (1996[29])
- Croix du combattant volontaire (avec agrafe « Indochine »)
- Croix du combattant
- Médaille coloniale (avec agrafe « Extrême-Orient »)
- Médaille commémorative de la campagne d'Indochine

## Bilans artistique et médiatique

### Publications

#### Essais
- L'Eurasienne, éditions Catinat, Saïgon, 1950.
- Mes rebelles, éditions Catinat, Saïgon, 1953.
- Le temps d'un regard, Hachette Littérature, 1978, Prix de l'Académie française.
- Tant qu'il y aura des îles, Hachette Littérature, 1980, prix des Maisons de la Presse ; nouv. éd. Le Rocher, 2004.
- Le Livre des listes, écrit en collaboration avec Marcel Jullian, Olivier Orban, 1980.
- Franchise postale, écrit en collaboration avec Marcel Jullian, Mazarine, 1983.
- Le guetteur de rives, journal, Grasset, 1985.
- Le Livre franc, Actes Sud, 1986.
- Le désordre et la vie, journal, Grasset, 1991.
- Le Journal d'un voyeur, journal, Grasset, 1997.
- L'or et le rien, journal, Plon, 1999, Prix Vérité 1999 de la ville de Le Cannet.
- Fugacités, Plon, 2001.
- Nouveau siècle : Journal 1999-2002, Le Rocher, 2003.
- Il fera bleu : journal 2002-2005, Le Rocher, 2005.
- Le Prince ou Le Festin des fous, XO éditions, 2006.
- Les années turbulentes 2005-2007, Plon, 2007.
- L'inachevé, Séguier, 2009.
- N'oublie pas de vivre, Journal 2007-2010, Flammarion, 2011.
- Dictionnaire amoureux de la télévision, Plon, 2011.
- La nuit attendra, Flammarion, 2013[30].
- Pourquoi partir ? Journal 2011-2014, Flammarion, 2014.

#### Anthologie
- La Mémoire de l'encre, les 365 plus belles pages de la littérature française, Édition 1, 2001.

#### Entretiens
- Radioscopie I. Entretiens avec Brigitte Bardot, Jean Marais, le cardinal Daniélou, Sylvain Floirat, Roger Garaudy, Jacques Mitterrand, Henry de Montherlant, Fernand Pouillon, Lucien Rebatet, Arthur Rubinstein, Siné, Robert Laffont, 1970.
- Radioscopie II. Entretiens avec Georges Mathé, Madame Simone, Jeanne Moreau, Jacques Monod, Jacques Duclos, Chagall, Edgar Faure, Me Albert Naud, Roger Peyrefitte, Maurice Mességué, Marcel Dassault, Robert Laffont, 1971.
- Radioscopie III. Entretiens avec Abel Gance, Max-Pol Fouchet, Jean Guéhenno, Pr Jacques Ruffié, Mme Paul Fort, Léon Zitrone, Pr Jean Bernard, Jean Lecanuet, Jean-Paul Sartre, Raymond Devos, Robert Laffont, 1973.
- Radioscopie IV, écrit en collaboration avec Monique Alié et Bernard Carrère. Entretiens avec Maurice Genevoix, Jacques Lebreton, Gustave Thibon, Régis Debray, le général Bigeard, Roland Barthes, Pr Jean-Paul Escande, Alain Mimoun, Pr Maurice Marois, Valéry Giscard d'Estaing, Robert Laffont, 1976.
- Radioscopie V, Les Giboulées de mars, écrit en collaboration avec Monique Alié et Bernard Carrère. Entretiens avec Jacques Attali, Jean-Pierre Chevènement, Jacques Chirac, Robert Fabre, Jean-Pierre Fourcade, Alain Krivine, Brice Lalonde, Jean Lecanuet, Georges Marchais, Michel Poniatowski, Michel Rocard, Jean-Pierre Soisson, Robert Laffont, 1978.
- Radioscopie VI, Des jeunes par milliers, écrit en collaboration avec Monique Alié, Robert Laffont, 1982.
- Marguerite Yourcenar, Le Rocher, 1999.
- Jorge Luis Borges, Le Rocher, 1999.
- Albert Cohen, Le Rocher, 1999.

#### Album illustré
- Le Guide de l'enfant, Nathan, 1975.
- Le Grand Échiquier, Le Chêne, 1983.
- Le Tour de France d'antan : Les pionniers de la grande boucle, HC éditions, 2013.

### Filmographie
- 1957 : Mort en fraude de Marcel Camus : le vice président
- 1977 : Comme sur des roulettes de Nina Companeez : lui-même
- 1982 : La Boum 2 de Claude Pinoteau : lui-même
- 1988 : L'Étudiante  de Claude Pinoteau : lui-même

### Animateur de télévision
- 1971-1972 : Grand Amphi (deuxième chaîne de l'ORTF)
- 1972-1989 : Le Grand Échiquier (première chaîne de l'ORTF, deuxième chaîne de l'ORTF et Antenne 2)
- 1985-1989 : À chacun son tour (Antenne 2)
- 1987 : 22 avenue Montaigne (Antenne 2)
- 1987 : Téléthon (Antenne 2)
- 1988-1989 : Figures (Antenne 2)
- 1993-1994 : L'Atelier 256 (France 3)
- 1994-1998 : Lignes de mire (France 3)
- 1996 : L'Échiquier de la nuit (France 3)
- 1998-2000 : Quatre saisons (France 3)